# Gouvernement Marcelo Azcárraga Palmero (3)
Le troisième gouvernement de Marcelo Azcárraga est le  gouvernement du royaume d’Espagne en fonction entre le 16 décembre 1904 et le 27 février 1905, présidé par le conservateur Marcelo Azcárraga.

## Composition
| Portefeuille                                             | Titulaire(s),                                        | Titulaire(s), |
| -------------------------------------------------------- | ---------------------------------------------------- | ------------- |
| Président du Conseil des Ministres                       | Marcelo Azcárraga y Palmero                          |               |
| Ministre de l'Intérieur                                  | Francisco Javier González de Castejón y Elío         |               |
| Ministre d’État                                          | Ventura García Sancho Ibarrondo                      |               |
| Ministre de la Grâce et de la Justice                    | Francisco Javier Ugarte Pagés                        |               |
| Ministre du Budget                                       | Tomás Castellano y Villarroya                        |               |
| Ministre de l'Agriculture, de l'Industrie et du Commerce | José de Cárdenas Uriarte                             |               |
| Ministre de la Guerre                                    | César del Villar y Villate                           |               |
| Ministre de la Marine                                    | Marcelo Azcárraga Palmero *jusqu’au 6 janvier 1905   |               |
| Ministre de la Marine                                    | Eduardo Cobián y Roffignac *depuis le 6 janvier 1905 |               |
| Ministre de l’Instruction publique et des Beaux-arts     | Juan de la Cierva y Peñafiel                         |               |